# Церковь Илии Пророка (Красновидово)
Церковь Илии Пророка в Красновидово — однопрестольный каменный храм Казанской епархии Татарстанской митрополии Русской православной церкви. Построен в 2015 году на месте деревянной церкви, возведённой в 1777 году и сгоревшей в апреле 1982 года. 

## Территориальное расположение
Церковь Илии Пророка находится в Камско-Устьинском районе Татарстана, в селе Красновидово, расположенном на правом берегу реки Волга. Храм стоит в центральной (исторической) части села и имеет адресацию: улица Советская, 18А.

## Архитектура
Выстроенная из силикатного кирпича, церковь Илии Пророка в Красновидово представляет собой крестообразный храм, соединённый с трёхъярусной колокольней.
Центральный объём храма, высота которого соответствует трём ярусам, покрыт пологой четырёхскатной крышей, в центре которой возвышается приземистый глухой барабан цилиндрической формы, увенчанный луковичной главкой с крестом на вершине. Отходящие от центрального объёма храма четыре рукава, высота которых соответствует двум ярусам, крыты двускатной крышей с более крутым склоном. С северной и южной сторон они имеют одноярусные продолжения, крытые такой же двускатной крышей. Рукав с восточной стороны завершается полукруглой апсидой, а с западной стороны имеет более протяжённое одноэтажное продолжение, которое соединяет храм с трёхъярусной колокольней. Такое постепенное снижение объёма храма от центра к краям придаёт всему зданию гармонию. Со всех сторон здание церкви имеет вытянутые арочные окна, расположенные в соответствии с принципом симметрии.
Трёхъярусная колокольня увенчана глухим барабаном с луковичной главкой и крестом на вершине. С западной стороны колокольни у входа пристроено крыльцо под двускатной крышей. Первые два яруса колокольни имеют арочные окна, а третий ярус, где висят колокола, наделён более высокими и широкими сквозными арочными проёмами. 
С внешней стороны стены церкви имеют строгое аскетичное оформление, слегка нарушающееся ленточной рустовой отделкой из красного кирпича, придающей зданию оригинальное стилевое решение.              

### Интерьер
Интерьер храма отличается аскетичностью. Стены выкрашены в белый цвет и лишены какой-либо архитектурной отделки. Вдоль них висят современные иконы. Пятиярусный современный иконостас отделяют алтарную часть от остального пространства храма. 

## История
В ряде публикаций (без ссылки на источники) утверждается, что приход в селе Красновидово существовал с конца XVII века, а имевшаяся здесь деревянная церковь была названа в честь Илии Пророка. Вместе с тем известно, что в переписных книгах казанского архиерейского дома середины XVIII века село Красновидово упоминается под двойным названием — Богоявленское-Красновидово. На этом основании высказываются предположения, что первая деревянная церковь села именовалась Богоявленской.      

### Деревянный храм (1777—1982)
В 1777 году на средства прихожан была построена новая деревянная двухэтажная церковь, имевшая два престола: верхний (холодный) — в честь Богоявления Господня, нижний (тёплый) — во имя Святого Илии Пророка. Известно, что престолы храма были освящены 6 и 7 июля 1779 года игуменом Раифской пустыни Касторием, причём, верхний престол в честь Богоявления Господня считался главным.
Подробных описаний этой церкви не сохранилось. Однако известно, что иконостас в верхнем храме был трехъярусным, а в нижнем — одноярусным. Также известно, что в этой церкви «находилась особо почитаемая древняя икона Николая Можайского, переданная в 1907 году в музей Казанского историко-археологического общества» (вероятно, имеется в виду созданное в 1906 году Церковное историко-археологическое общество Казанской епархии, при котором имелось древлехранилище, куда поступали, среди прочего, «памятники церковной живописи и скульптуры»; судьба этой коллекции после 1917 года остаётся неизвестной). 
В состав прихода в Красновидово входили только жители этого села, среди которых подавляющее большинство составляли приверженцы официальной церкви (количество раскольников в селе, если верить епархиальной статистике, в начале XX века не превышало 90 человек). 
Количество дворов и численность прихожан церкви в Красновидово: 
- 1900 год — 245 дворов и 1751 прихожан (856 мужчин и 895 женщин)[5];
- 1904 год — 232 двора и 1661 прихожан (801 мужчин и 860 женщин)[6];
- 1909 год — 239 дворов и 1764 прихожан (861 мужчин и 903 женщин)[7].

На основании архивных источников установлены имена некоторых священников, служивших в храме в XVIII — начале XX века. Ниже приведён список священников с указанием конкретного года, либо периода времени, когда они служили в Красновидово (впрочем, в разных публикациях встречаются расхождения относительно датировки службы некоторых из них):
- на 1706 год — Анисим Емельянов;
- на 1786 год — Иосиф Лукин и Иван Иванов;
- на 1817 год — Филип Тихонов (годы служения в церкви: 1791—1819), Алексей Любимов;
- на 1821 год — Алексей Любимов, Стефан Михайлов (годы служения в церкви: 1819—1852);
- на 1825 год — Алексей Петров, Стефан Михайлов (годы служения в церкви: 1819—1852);
- на 1832 год — Василий Симеонович Альбинский (годы служения в церкви: 1824—1845);
- на 1848 год — Ефимий Васильевич Бенсволинский;
- на 1852 год — Константин Яковлевич Богословский (годы служения в церкви: 1852—1890);
- на 1890 год — Михаил Петрович Иванов (годы служения в церкви: 1890—1913);
- на 1912 год — Павел Александрович Четаев.

В 1930-е годы церковь закрыли, приход распустили. С колокольни был сброшен большой колокол; металлическая церковная ограда была разобрана, перевезена в село Теньки и установлена вокруг местного клуба. После закрытия церкви в её здании сначала размещалась начальная школа, потом клуб. «Когда во второй половине XX века открыли новую школу, здание бывшей церкви осталось без присмотра, и в апреле 1982 года пожар уничтожил его». 

### Современный храм (с 2015)
Строительство современной церкви Илии Пророка в Красновидово завершилось в 2015 году. Финансировал работы по возведению храма бывший выпускник Красновидовской средней школы Виктор Михайлович Балымов, а строительством занимался житель села Иван Владимирович Алёшин.  

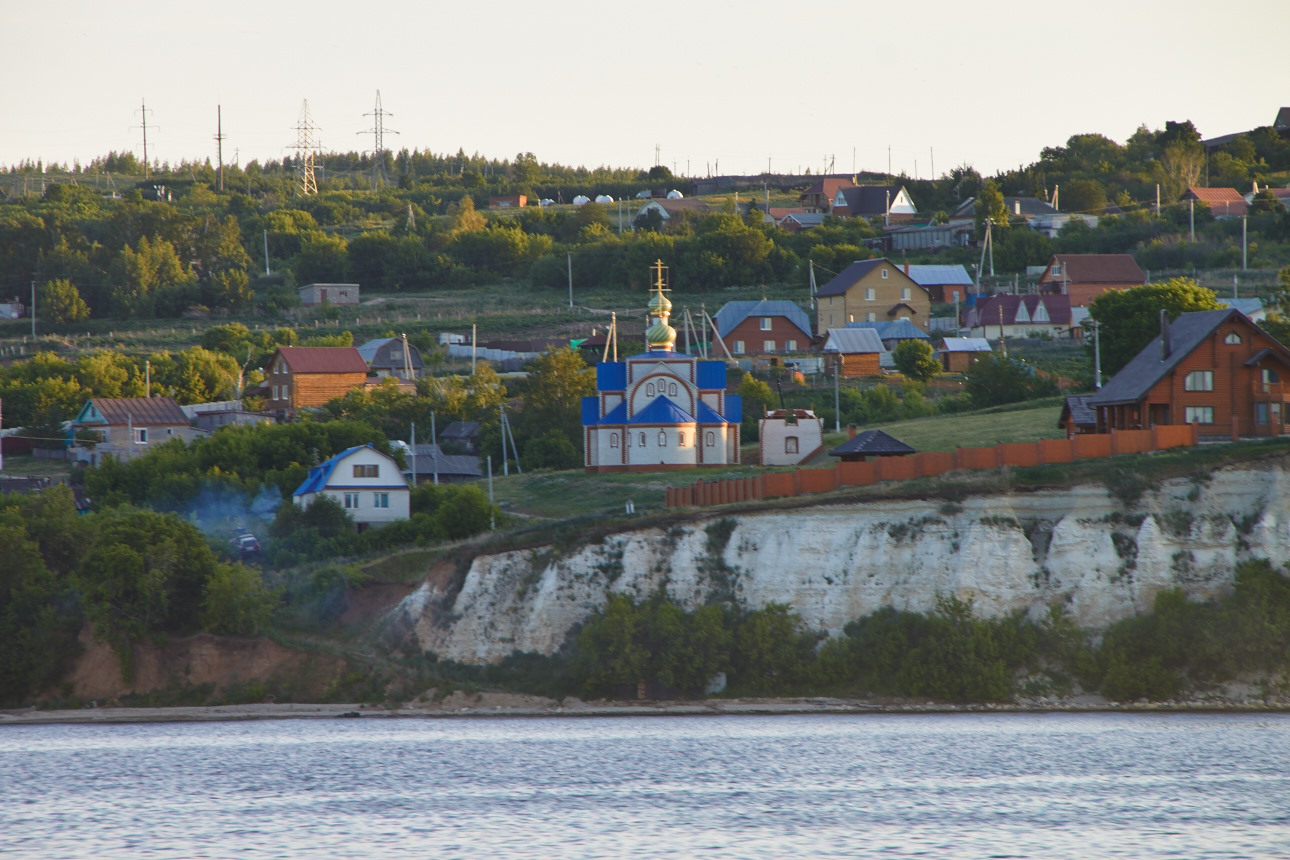
Вид на церковь со стороны Волги
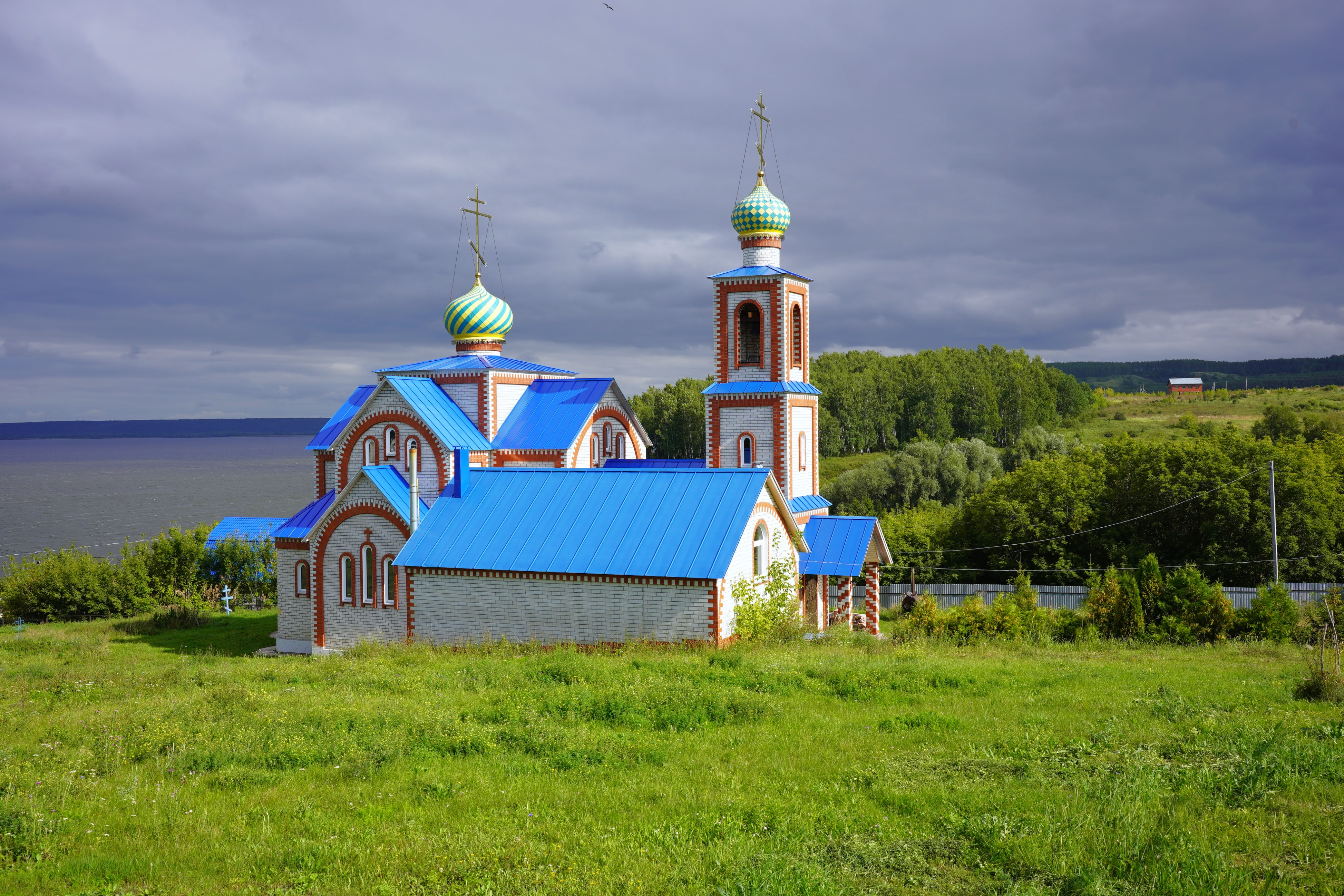
Вид на церковь со стороны села Красновидово
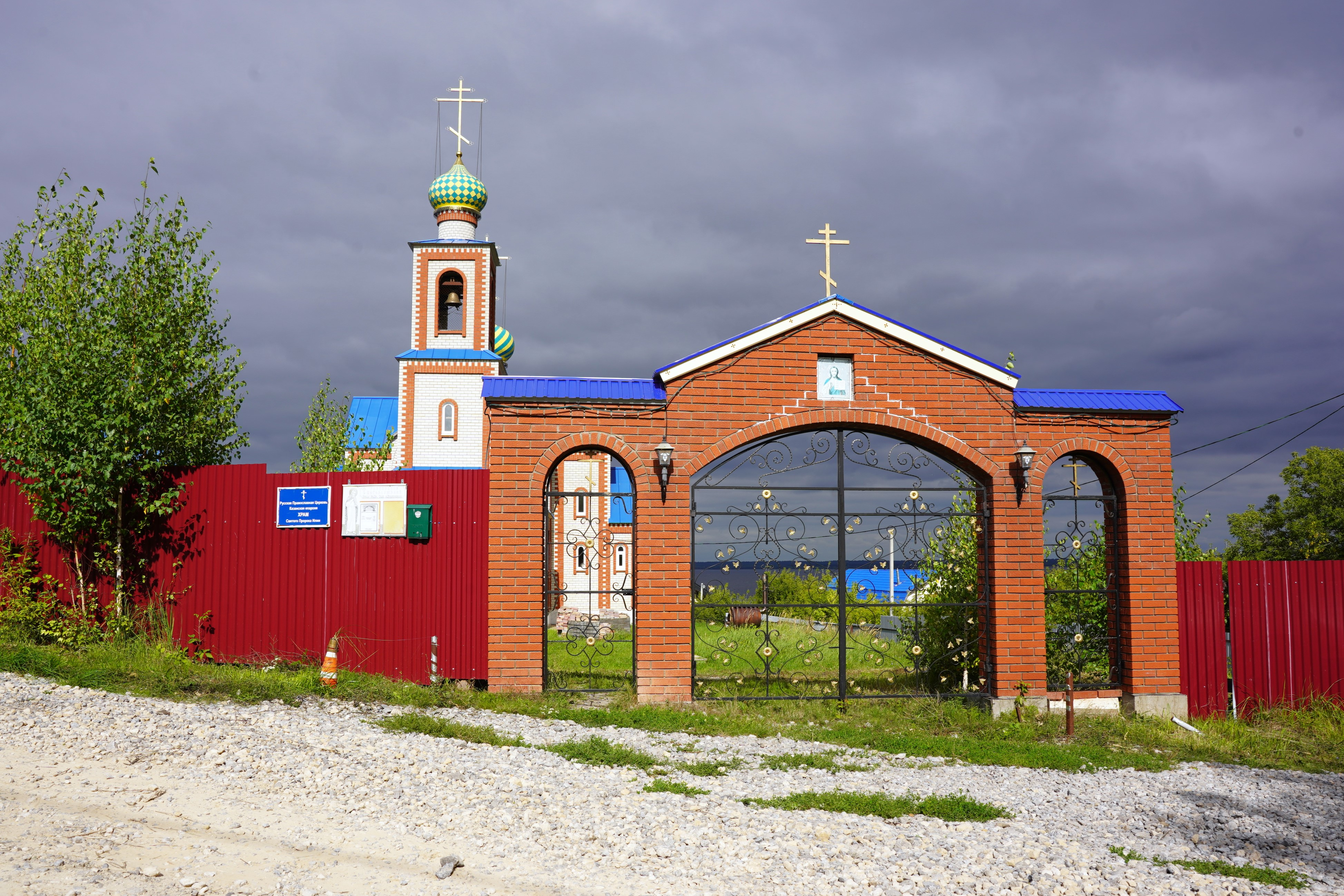
Церковные ворота
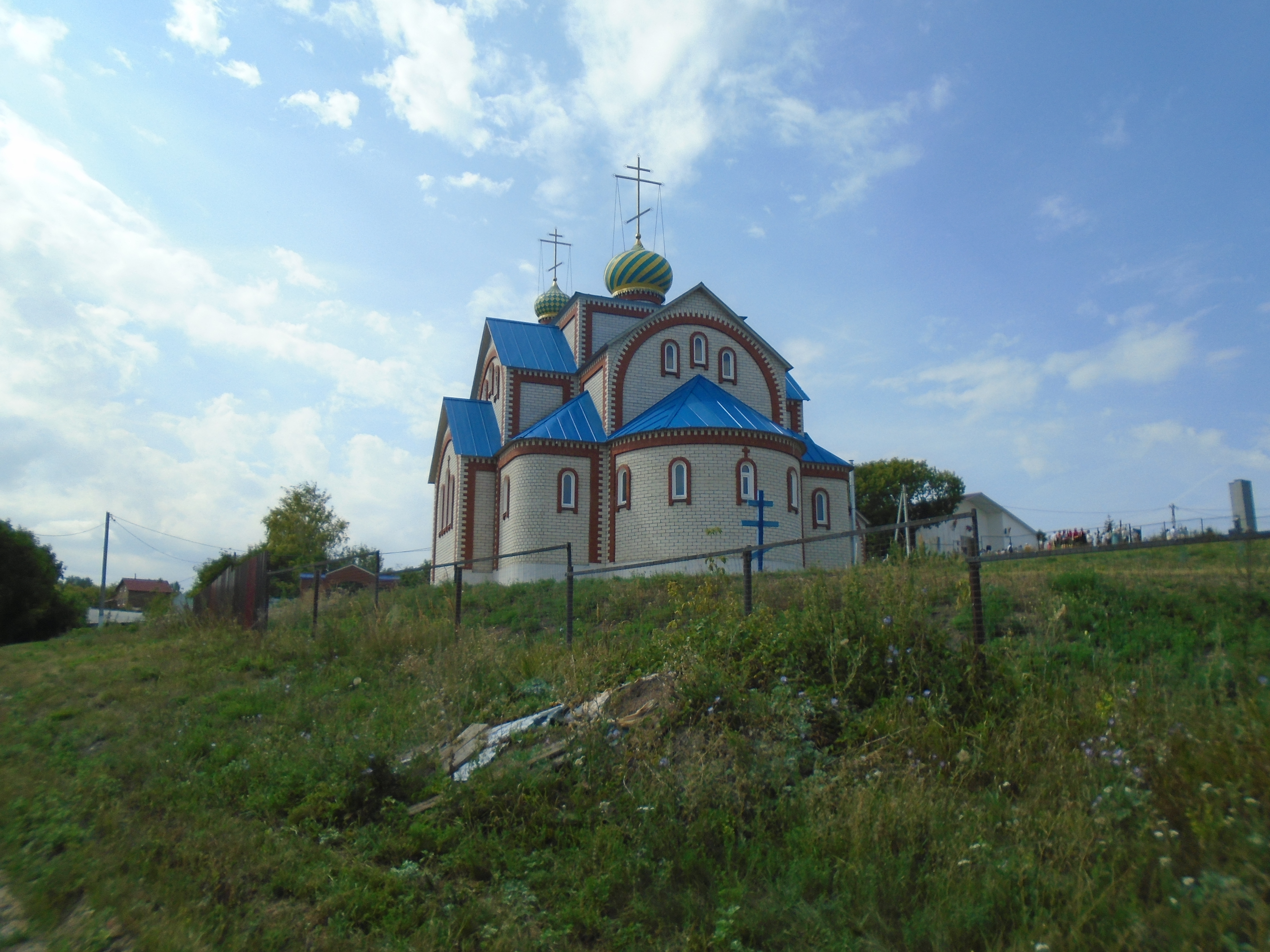
Апсида церкви
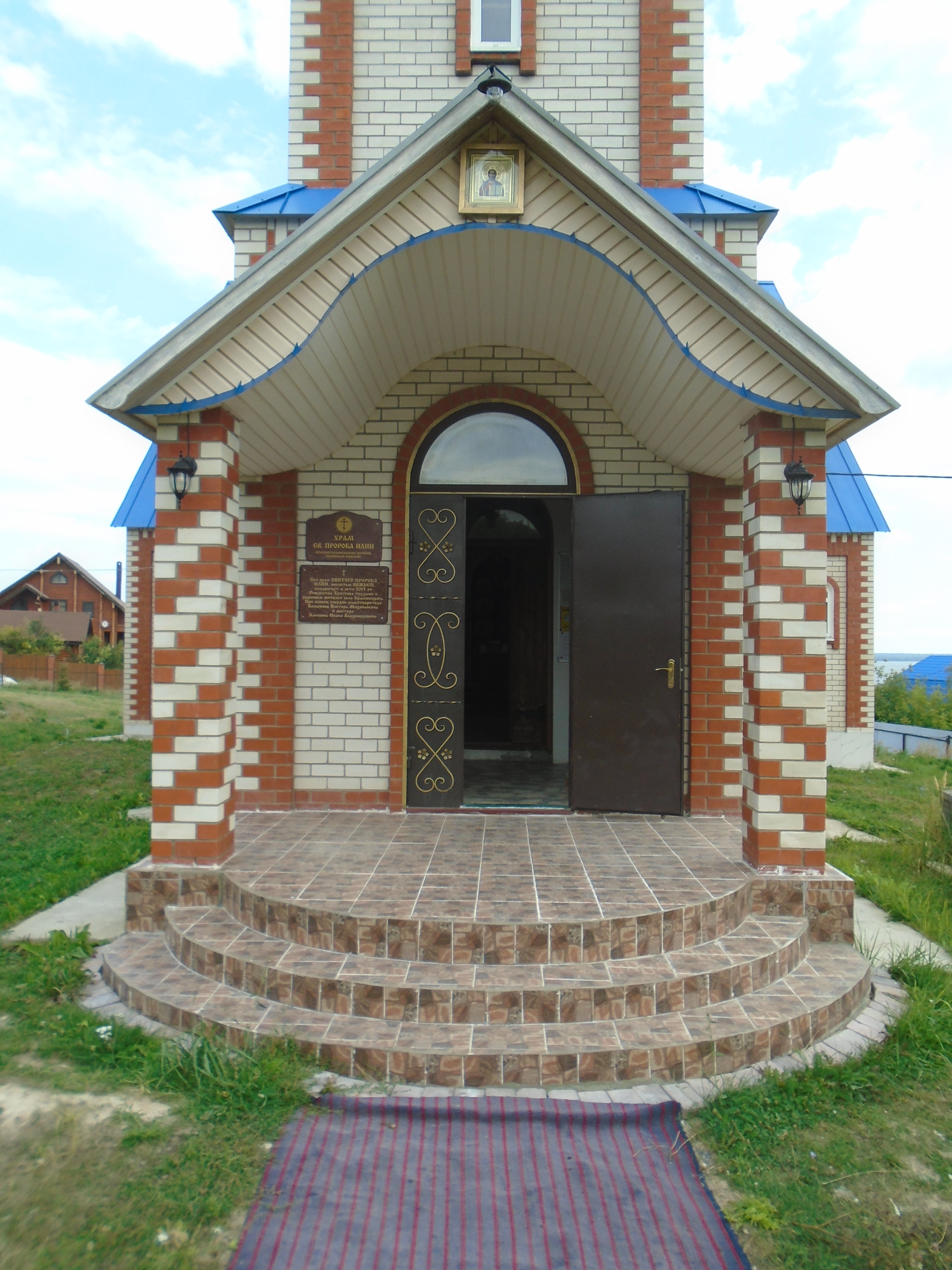
Вход в церковь
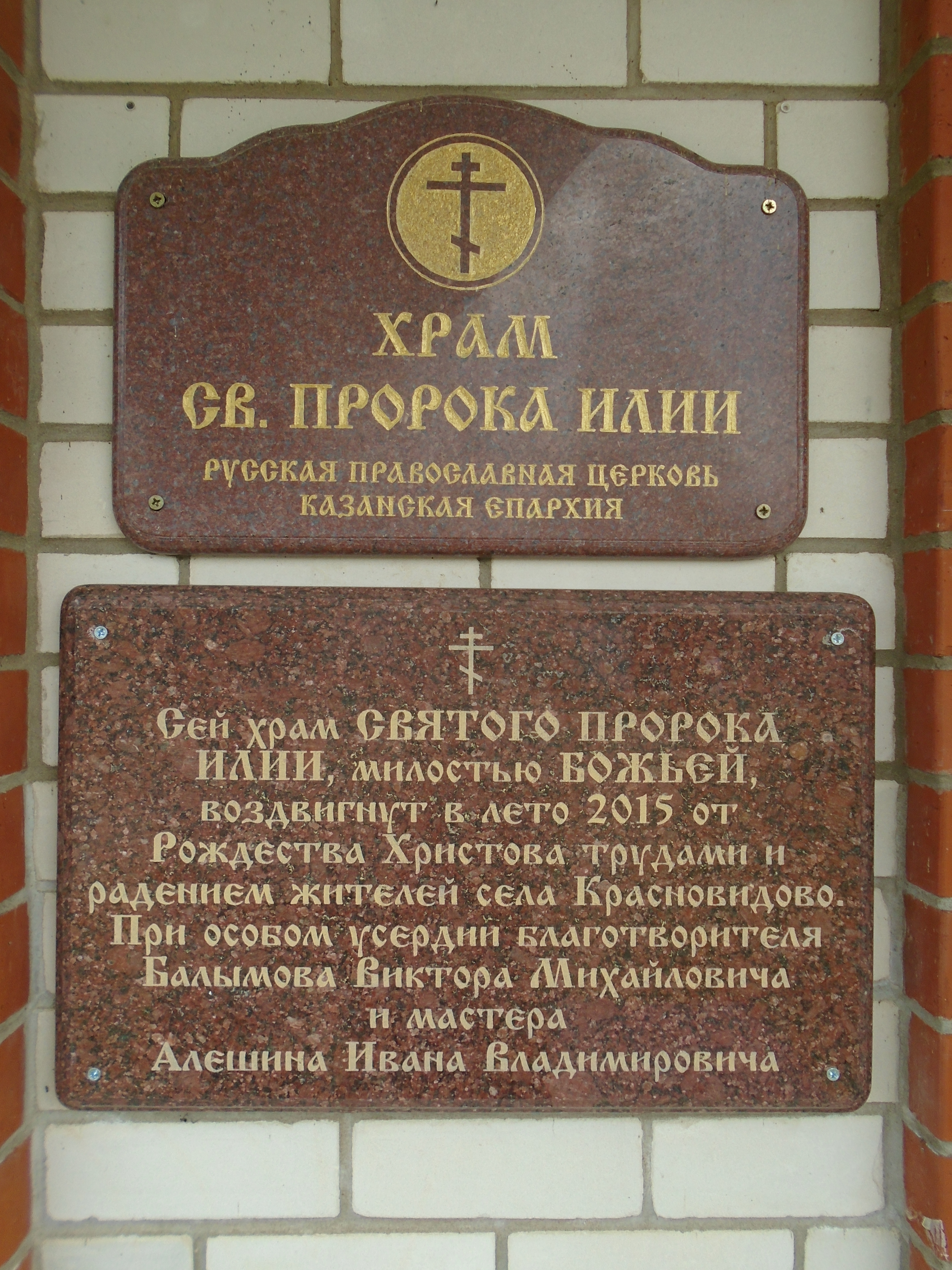
Памятные доски в честь завершения строительства церкви